# Bareilly (divisie)

Ligging in Uttar Pradesh

Bareilly is een divisie binnen de Indiase deelstaat Uttar Pradesh. De divisie Bareilly bestaat uit de districten:
- Bareilly
- Budaun
- Pilibhit
- Shahjahanpur